# Панагулис, Александрос
Александрос Панагулис (1939—1976) — деятель греческого сопротивления военной хунте, известной как режим «чёрных полковников». Известен своей попыткой убить Георгиоса Пападопулоса 13 августа 1968 года. Греческий политик (после восстановления демократического правления — парламентарий) и поэт.

## Биография

### Ранние годы
Был вторым сыном Василиоса Панагулиса, офицера греческой армии, и его жены Афины. Имел братьев Георгиоса (стал жертвой режима) и Евстахиоса (стал политиком). Часть своего детства, пришедшуюся на оккупацию Греции нацистами, провёл на острове Лефкада, родном для его матери.
Учился на факультете истории и археологии Афинского университета.

### Увлечение политикой
Демократические ценности захватили Панагулиса уже в подростковом возрасте. Он вступил в O.N.E.K. — молодёжную организацию греческой партии «Союз центра» (E.K.) под руководством Георгиоса Папандреу. Позже организация стала известна как E.DI.N. 3 сентября 1974, после падения «чёрных полковников», Панагулис стал её генеральным секретарём.

### Сопротивление диктатуре
После прихода «полковников» к власти Александрос, служивший в 85 пехотном полку в Верии (греческая Македония), дезертировал из армии и создал организацию «Национальное Сопротивление». Для планирования своей акции он уехал на Кипр, где получил полную поддержку от местных властей, включая министра внутренних дел и обороны Поликарпоса Георгациса, который предоставил взрывчатку для бомбы и кипрский паспорт. Вернувшись после полугода пребывания на Кипре в Грецию, вместе с соратниками Панагулис организовал покушение на Пападопулоса. Утром 13 августа 1968 года Панагулис взорвал бомбу на участке прибрежного шоссе Сунио близ Варкизы под кортежом Пападопулоса, возвращавшегося в Афины из своей летней резиденции в Лагониси. Бомба была заложена в подземный дренажный тоннель под дорогой, но взрыв запоздал на одну-две секунды и Пападопулос остался невредим.
Панагулис укрылся в гроте у моря, ожидая лодки, которая должна была переправить его, но лодка по неизвестным причинам не пришла. Спустя несколько часов его обнаружили жандармы, прочесывавшие окрестности. Панагулис, одетый только в купальный костюм, отказался назвать себя и был арестован. Его доставили в отделение спецчасти военной полиции в Афинах, где он был избит и подвергнут допросу с применением пыток. Его пытал майор Теодорос Теофилояннакос, известный как один из самых жестоких палачей хунты. По словам Панагулиса ему прижигали кожу сигаретами, душили одеялами и подушками, Теодорояннакис лично избивал его телефонным кабелем, применялись также сексуальные пытки. Панагулис категорически отказался отвечать на допросах и объявил голодовку, после чего был переведен в военный госпиталь, где, несмотря на полубессознательное состояние, в котором он находился, был прикован к постели. Впоследствии он вспоминал, что 28 августа Теофилояннакос посетил его в госпитале вместе с начальником военной полиции Димтриосом Иоаннидисом (одним из виднейших членов хунты и впоследствии ее главой): «Иоаннидис наклонился надо мной вместе с предводителем моих мучителей Теофилояннакосом и сразу же Теофилояннакос крикнули мне: „Говори, говори, или я заставлю тебя говорить со мной. Не надейся, что ты убежишь, потому что ты в больнице“. Не имея сил ответить, я ударил его по лицу. Теофилояннакос ответил страшным ударом. Кровь хлынула изо рта и носа, но Иоаннидис поднял руку, слегка возмущенный или как будто он хотел остановить его и сказал: „Кажется, вы еще не знаете, что один из ста тысяч может не говорить, и это его случай“. Затем он повернулся ко мне, и со своим обычным чрезвычайным спокойствием добавил: „Я пристрелю тебя“». Впрочем, его арестованные соратники дали показания, и уже 2 октября был издан правительственный отчет с подробностями заговора (Георгацис после этого был вынужден подать в отставку). Впоследствии в интервью итальянской журналистке Ориане Фаллачи, которая затем станет его биографом и подругой жизни, он скажет, что не хотел и не смог бы убить человека, но пытался убить тирана.

### В заключении
3 ноября 1968 Панагулис и 9 его соратников предстали перед трибуналом Военного суда, который 17 ноября вынес ему смертный приговор. Еще один человек был приговорен к пожизненному заключению, шестеро к 10 годам, двое оправданы. Казнь должна была состояться в течение 24 часов, если Панагулис не подаст прошения о помиловании, которое он однако решительно отказался подавать. Однако из-за международного возмущения хунта не решалась привести приговор в исполнение и этапировала Панагулиса в тюрьму на остров Эгина. Под международным давлением 25 ноября казнь была заменена на заключение в военной тюрьме Богиати. 5 июня 1969 года он совершил успешный побег из тюрьмы, но вскоре был пойман и отправлен во временный лагерь Гоуди, а через месяц переведен в одиночное заключение. Затем он был подвергнут одиночному заключению в Богиати, откуда несколько раз безуспешно пытался бежать. Чтобы не сойти с ума, Панагулис сочинял стихи, и когда у него были отняты бумага и письменные принадлежности, записывал их своей кровью на стенах камеры. В августе 1973 был освобождён вместе с другими политическими заключёнными во время попытки Пападопулоса либерализовать режим. Уехал во Флоренцию, собираясь продолжить борьбу. Там он жил у Орианы Фаллачи.

### После восстановления демократии
На парламентских выборах в ноябре 1974 стал депутатом от партии Союз центра — Новые силы. Он выдвинул обвинения в прямой или тайной поддержке хунты против многих политиков Греции, включая министра обороны Евангелоса Аверофа и своего видного однопартийца и коллеги по парламенту, профессора права Димитриса Цацоса, и вышел из партии, не желая оставаться в одних рядах с «предателем» Цацосом, оставшись, однако, независимым депутатом. Он многократно получал угрозы убийством из-за своей деятельности, а его офис взламывался с целью похищения документов.

### Смерть
Погиб в автокатастрофе, спровоцированной другим автомобилем. Учитывая, что это произошло за два дня до анонсированной публикации досье на сотрудников военной полиции хунты, многие в Греции считали и считают, что в реальности произошло убийство.

## Поэзия
Находясь в военной тюрьме, писал стихи после пыток и избиений, часто своей кровью и на стенах камеры. Они были опубликованы в Италии и Греции и получили премию Viareggio International Prize of Poetry (Premio Viareggio Internazionale).